# Клейвілл (Нью-Йорк)
Клейвілл (англ. Clayville) — селище (англ. village) в США, в окрузі Онейда штату Нью-Йорк. Населення — 339 осіб (2020).

## Географія
Клейвілл розташований за координатами 42°58′34″ пн. ш. 75°14′57″ зх. д. / 42.97611° пн. ш. 75.24917° зх. д. (42.976045, -75.249211).  За даними Бюро перепису населення США в 2010 році селище мало площу 1,15 км², з яких 1,14 км² — суходіл та 0,01 км² — водойми.

## Демографія
Згідно з переписом 2010 року, у селищі мешкало 350 осіб у 145 домогосподарствах у складі 87 родин. Густота населення становила 305 осіб/км².  Було 169 помешкань (147/км²).
Расовий склад населення:
| - 96,9 % — білих - 1,7 % — чорних або афроамериканців - 0,3 % — азіатів |

До двох чи більше рас належало 0,9 %. Частка іспаномовних становила 0,6 % від усіх жителів.
За віковим діапазоном населення розподілялося таким чином: 21,1 % — особи молодші 18 років, 66,9 % — особи у віці 18—64 років, 12,0 % — особи у віці 65 років та старші. Медіана віку мешканця становила 39,6 року. На 100 осіб жіночої статі у селищі припадало 113,4 чоловіків;  на 100 жінок у віці від 18 років та старших — 109,1 чоловіків також старших 18 років.
Середній дохід на одне домашнє господарство  становив 52 976 доларів США (медіана — 44 167), а середній дохід на одну сім'ю — 61 371 долар (медіана — 46 250). За межею бідності перебувало 11,3 % осіб, у тому числі 16,4 % дітей у віці до 18 років та 9,7 % осіб у віці 65 років та старших.
Цивільне працевлаштоване населення становило 187 осіб. Основні галузі зайнятості: освіта, охорона здоров'я та соціальна допомога — 29,4 %, мистецтво, розваги та відпочинок — 11,8 %, публічна адміністрація — 11,2 %, виробництво — 11,2 %.